# Agujas de Kirschner

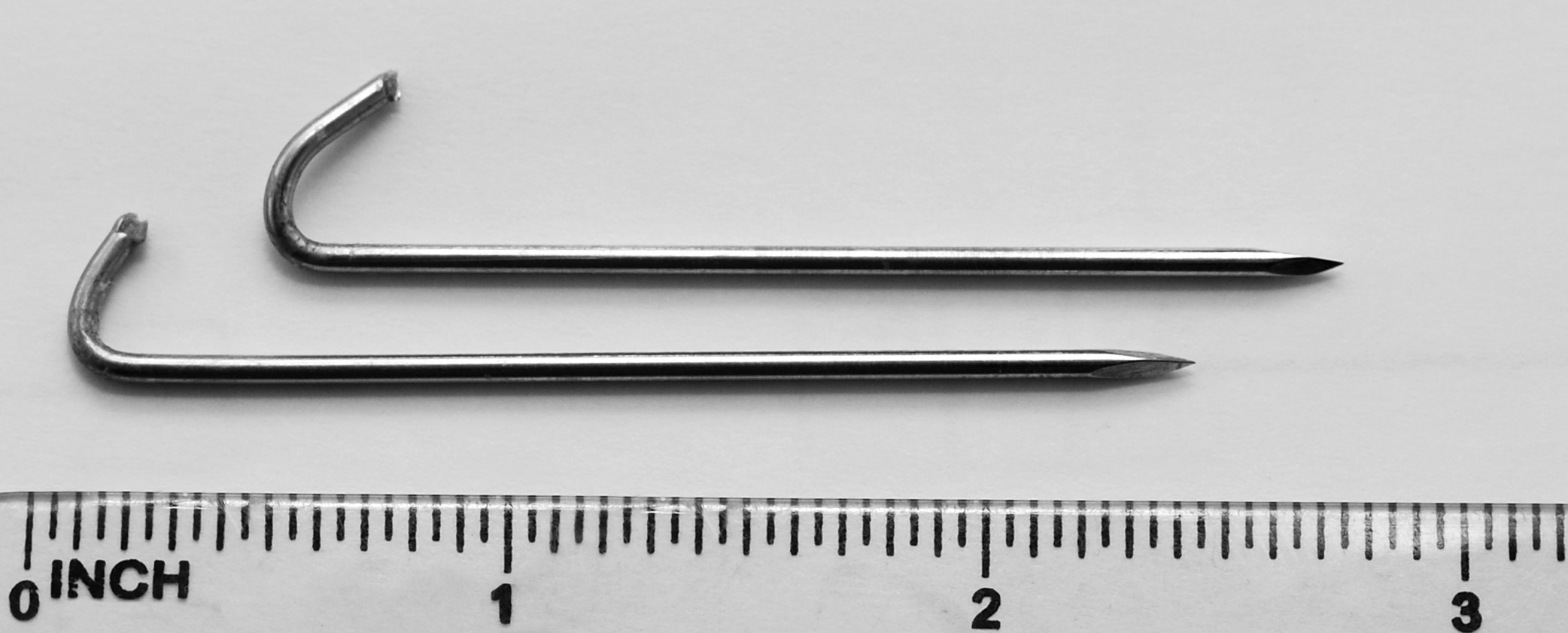
Agujas de Kirschner extraídas tras la fijación de una Fractura de Colles

Las agujas de Kirschner (AK) son agujas largas y finas, de punta afilada, esterilizadas, hechas generalmente de acero inoxidable. Son de diversos diámetros y longitudes, utilizadas habitualmente en traumatología y ortopedia  Se colocan habitualmente con ayuda de un motor. Fueron introducidas como herramienta quirúrgica por Martin Kirschner en 1909.

## Indicaciones
Las AK tienen múltiples usos. Algunos de ellos son:
- Mantener fijos fragmentos óseos a través de la piel (osteosíntesis percutánea).[1]
- Estabilizar temporalmente una fijación interna, como una placa de osteosíntesis, hasta su fijación definitiva.
- Realizar una osteosíntesis intramedular (por ejemplo en el peroné o el cúbito).
- Anclar una tracción transesquelética.

## Complicaciones
- Infección: sobre todo al usarse como fijación percutánea de fragmentos óseos, ya que esto implica una comunicación entre la piel y el hueso.[1]
- Rotura de las agujas: sobre todo en el caso de que la fractura no cure correctamente (pseudoartrosis).[2]
- Migración de las AK: En lugar de salir hacia la piel, las agujas pueden migrar al interior del cuerpo.[3]